# Martin Birch
Martin Birch (Woking, 27 dicembre 1948 – 9 agosto 2020) è stato un produttore discografico e tecnico del suono britannico, attivo soprattutto tra gli anni settanta e gli anni ottanta.

## Biografia
Produsse dischi per gruppi quali Deep Purple, Rainbow, Black Sabbath, Iron Maiden, Whitesnake, Blue Öyster Cult e Fleetwood Mac. Si ritirò nel 1992 dopo avere prodotto Fear of the Dark degli Iron Maiden. Era considerato uno dei migliori produttori di musica hard rock di sempre.
La canzone Hard Lovin' Man, presente in Deep Purple in Rock dei Deep Purple, è a lui dedicata. Birch apparve inoltre nel videoclip di Holy Smoke degli Iron Maiden.
Il 9 agosto 2020, David Coverdale dei Whitesnake ha reso pubblica la notizia della sua morte, avvenuta lo stesso giorno.

## Discografia
Fleetwood Mac 
- 1969 - Then Play On (tecnico del suono)
- 1970 - Kiln House (tecnico del suono)
- 1972 - Bare Trees (tecnico del suono)
- 1973 - Penguin (produttore, tecnico del suono, missaggio)
- 1973 - Mystery to Me (produttore, tecnico del suono, chitarre)

 Deep Purple 
- 1969 - Concerto for Group and Orchestra (tecnico del suono)
- 1970 - Deep Purple in Rock (tecnico del suono)
- 1971 - Fireball (tecnico del suono)
- 1972 - Machine Head (tecnico del suono)[1]
- 1972 - Made in Japan (tecnico del suono)[2]
- 1973 - Who Do We Think We Are (tecnico del suono)
- 1974 - Burn (tecnico del suono, missaggio)
- 1974 - Stormbringer (co-produttore, tecnico del suono, missaggio)
- 1975 - Come Taste the Band (co-produttore, tecnico del suono, missaggio)
- 1976 - Made in Europe (co-produttore, tecnico del suono, missaggio) - registrato dal vivo nell'aprile del 1975
- 1977 - Last Concert in Japan (co-produttore, tecnico del suono) - registrato dal vivo nel dicembre del 1975

 Wishbone Ash 
- 1970 - Wishbone Ash (tecnico del suono)
- 1971 - Pilgrimage (tecnico del suono)
- 1972 - Argus (tecnico del suono)

 Rainbow 
- 1975 - Ritchie Blackmore's Rainbow (co-produttore, tecnico del suono, missaggio)
- 1976 - Rising (produttore, tecnico del suono, missaggio)
- 1977 - On Stage (produttore, tecnico del suono, missaggio) - registrato dal vivo nel 1976
- 1978 - Long Live Rock 'n' Roll (produttore, tecnico del suono, missaggio)
- 1986 - Finyl Vinyl (produttore) - raccolta

 Whitesnake 
- 1978 - Snakebite (produttore)
- 1978 - Trouble (produttore)
- 1978 - Live at Hammersmith (produttore)
- 1979 - Lovehunter (produttore, tecnico del suono, missaggio)
- 1980 - Ready an' Willing (produttore, tecnico del suono, missaggio)
- 1980 - Live...In the Heart of the City (produttore, tecnico del suono) - registrato dal vivo nel 1978 e nel 1980
- 1981 - Come an' Get It (produttore, tecnico del suono, missaggio)
- 1982 - Saints & Sinners (produttore, tecnico del suono, missaggio)
- 1984 - Slide It In (produttore, tecnico del suono)

 Black Sabbath 
- 1980 - Heaven and Hell (produttore, tecnico del suono)
- 1981 - Mob Rules (produttore, tecnico del suono)

 Blue Öyster Cult 
- 1980 - Cultösaurus Erectus (produttore, tecnico del suono)
- 1981 - Fire of Unknown Origin (produttore, tecnico del suono)

 Iron Maiden 
- 1981 - Killers (produttore, tecnico del suono)
- 1982 - The Number of the Beast (produttore, tecnico del suono)
- 1983 - Piece of Mind (produttore, tecnico del suono, missaggio)
- 1984 - Powerslave (produttore, tecnico del suono, missaggio)
- 1985 - Live After Death (produttore, tecnico del suono, missaggio)[2]
- 1986 - Somewhere in Time (produttore, tecnico del suono, missaggio)
- 1988 - Seventh Son of a Seventh Son (produttore, tecnico del suono, missaggio)
- 1990 - No Prayer for the Dying (produttore, tecnico del suono, missaggio)
- 1992 - Fear of the Dark (produttore, tecnico del suono, missaggio)

 Altri artisti 
- 1969 Jeff Beck - Beck-Ola (tecnico del suono)
- 1970 Peter Green - The End of the Game (tecnico del suono)
- 1970 The Groundhogs - Thank Christ for the Bomb (tecnico del suono)
- 1971 Stackridge - Stackridge (tecnico del suono)
- 1971 Canned Heat and John Lee Hooker - Hooker 'N' Heat (tecnico del suono/Mixdown) - registrato nel 1970
- 1971 Jon Lord - Gemini Suite (tecnico del suono)
- 1971 Skid Row - 34 Hours (tecnico del suono)
- 1971 Toad - Toad (tecnico del suono)
- 1971 Faces - Long Player (tecnico del suono)
- 1971 Jodo "Guts" LP (tecnico del suono)
- 1972 Silverhead - Silverhead (produttore)
- 1972 Toad - Tomorrow Blue (tecnico del suono)
- 1972 Flash - Flash (tecnico del suono)
- 1972 Flash - In the Can (tecnico del suono)
- 1973 Gary Moore - Grinding Stone (produttore, tecnico del suono)
- 1974 Tony Ashton & Jon Lord - First of the Big Bands (tecnico del suono)
- 1976 Jon Lord - Sarabande (produttore, tecnico del suono, re-missaggio)
- 1977 Paice, Ashton & Lord - Malice in Wonderland (tecnico del suono)
- 1978 The Electric Chairs-"The Electric Chairs" (produttore)
- 1978 Wayne County & the Electric Chairs - Storm The Gates Of Heaven (produttore)
- 1978 Wayne County & the Electric Chairs - Blatantly Offensive E.P. (produttore)
- 1978 Roger Glover - Elements (produttore)
- 1979 Cozy Powell - Over the Top (produttore)
- 1982 Michael Schenker Group - Assault Attack (produttore, tecnico del suono)